# Buurtpoes Bledder
Buurtpoes Bledder (khoảng 2011 - 7 tháng 8 năm 2013) là một con mèo đực đã thu hút sự chú ý của truyền thông quốc gia ở Hà Lan sau khi trở thành con vật ở lì thường xuyên tại các doanh nghiệp khác nhau ở quận trung tâm của Leiden. Thành tích kỳ lạ của nó đã khiến nó trở thành chủ đề của một số báo cáo tin tức và truyền cảm hứng cho một trang fanpage Facebook thu hút hơn 1.300 người theo dõi từ khắp nơi trên thế giới. Bledder chết sau khi bị một người lái xe không rõ danh tính gần nhà ở Leiden tông phải.
Vào đêm ngày 7 tháng 8 năm 2013, Bledder đã bị một người lái xe vô danh đâm chết. Cư dân địa phương đã xây dựng một đài tưởng niệm cho nó bên ngoài Cafe van Jantje. Việc con mèo qua đời được một số phương tiện truyền thông, bao gồm Leidsch Dagblad, tờ nhật báo quốc gia De Telegraaf và SBS 6, một đài truyền hình quốc gia. Trang Facebook của Bledder cũng nhận được hàng trăm lời chia buồn từ nhiều người hâm mộ của nó.
Đã có một số cuộc thảo luận công khai về những gì phải làm với thi hài của nó. Chủ sở hữu của Buurtpoes Bledder đang xem xét khả năng có con mèo nhồi bông và được trưng bày vĩnh viễn tại Cafe van Jantje. Sự chú ý của giới truyền thông và cuộc tranh luận về nơi an nghỉ cuối cùng của Bledder đã khiến một nghệ sĩ tại Leidsch Dagblad, tờ nhật báo của thành phố, tạo ra một bộ phim hoạt hình biên tập chế giễu sự nổi tiếng sau khi chết của Buurtpoes Bledder. Nó được xuất bản vào thứ bảy, ngày 17 tháng 8.
"Buurtpoes" sau đó đã được công bố là Từ của năm.